# HoboSapiens
HoboSapiens är ett musikalbum utgivet 2003 av John Cale som hans 13. soloalbum. Albumet producerades av Cale och Nick Franglen och släpptes under etiketten EMI Records.

## Låtlista
1. "Set Me Free" – 4:35
2. "Zen" – 6:03
3. "Reading My Mind" – 4:11
4. "Things" – 3:36
5. "Look Horizon" – 5:40
6. "Magritte" – 4:58
7. "Archimedes" – 4:40
8. "Caravan" – 6:43
9. "Bicycle" – 5:05
10. "Twilight Zone" – 3:49
11. "Letter From Abroad" – 5:10
12. "Things X" – 4:50
13. "Over Her Head" – 5:22

## Medverkande
- John Cale: sång, gitarr, keyboard, viola, bas, harmonium
- Andy Green: gitarr
- Erik Sanko: bas
- Joe Gore: gitarr
- Emil Miland
- Ryan Coseboom
- Michael Eldridge
- Marco Giovino: slagverk
- Lance Doss: gitarr
- John Kurzweig: gitarr
- Joel Mark: gitarr, bas
- Jeff Eyrich: bas
- Bill Swartz: slagverk
- Eden Cale
- Dimitri Tokovoi
- Brian Foreman: bas
- Shelley Harland
- Brian Eno